# Capture de Tucson
Guerre de Sécession
Batailles
Combats dans l'Arizona confédéré
- Mesilla (1re)
- Tubac
- Cooke's Canyon
- Florida Mountains
- Gallinas Mountains
- Placito
- Pinos Altos
- Canada Alamosa
- Valverde
- Stanwix Station
- Picacho Pass
- Dragoon Springs (1re)
- Dragoon Springs (2e)
- Tucson
- Mesilla (2e)
- Apache Pass
- La Paz

Les forces de l'Union entrent dans Tucson le 20 mai 1862, avec une force de 2 000 hommes, sans tirer un coup de feu.

## Contexte
Juste avant la guerre de sécession à la fin des années 1850, les villes de Tucson et de Mesilla dans le sud du territoire du Nouveau-Mexique adressent une pétition au gouvernement des États-Unis pour créer un territoire distinct de celui de l'Arizona. La proposition est déclinée après l'absence d'une entente entre les représentants des états « libres » du nord et ceux du sud « esclavagistes » sur la façon de diviser le territoire du Nouveau-Mexique. Les gens du sud veulent une division est-ouest, tandis que les résidents du nord favorisent une division nord-sud du territoire. Après le début de la guerre, la Confédération établit le territoire de l'Arizona en février 1862 utilisant la ligne est-ouest comme frontière. Par la suite, les États-Unis créent le territoire de l'Arizona, en 1863, selon la frontière actuelle. Les anglo-arizoniens espèrent que la création d'un nouveau territoire permettra de renforcer leurs relations avec l'est et permettra une aide militaire supplémentaire. Les apaches combattent lors d'une guerre sanglante dans la région, laissant Tucson entourée par des terres occupées par les apaches. Seuls les murs du vieux presidio de Tucson protègent la population du danger. Lorsque les troupes de l'Union quittent l'Arizona pour combattre dans le Sud et que les stations du Butterfield Overland Mail (en) sont abandonnées, les habitants de la région sont laissées sans soutien militaire pour se protéger contre les apaches.
Après l'arrivée d'une force confédérée du Texas à la mi-1861, les confédérés établissent de petites garnisons de milice à Tucson, Mesilla, Pinos Altos (Nouveau-Mexique) (en), et d'autres villes de l'Arizona confédéré. Bien que ces miliciens combattent les apaches avec succès lors de plusieurs différents engagements, il est nécessaire d'avoir davantage de forces militaires pour tenir le territoire. Au début de 1862, juste avant la première capture confédérée d'Albuquerque dans le territoire du Nouveau-Mexique, le général Henry Hopkins Sibley, ordonne au capitaine Sherod Hunter (en) du Tennessee de partir pour Tucson avec une petite compagnie d'Arizona Rangers confédérés de Dona Ana (en) (Nouveau Mexique) et de cavalerie du Texas. Jack Swilling est parmi les renforts qui partent pour Tucson ; il partira fonder la future capitale de l'État, Phoenix, en 1867. La force se compose d'environ soixante-cinq hommes. Les ordres du capitaine Hunter sont d'établir une alliance militaire avec le Pima (Akimel O'odham) et de surveiller l'avancée des volontaires de Californie. Cette force de l'Union va commencer sa marche à partir de fort Yuma, en Californie, et, finira par la capture de Mesilla et Franklin (El Paso), Texas. Le colonel James Reily accompagne le capitaine Hunter, lorsqu'il quitte pour Tucson. Le colonel Reily commande une escorte de vingt hommes des gardes de l'Arizona de Pinos Altos, une autre compagnie de la milice de l'Arizona. Les gardes de l'Arizona sont composés principalement d'hommes qui ont quitté leurs maisons de Tubac et de ses alentours à la suite du siège de Tubac , en août 1861. Environ 100 confédérés arrivent à Tucson, le 28 février 1862, où ils rejoignent la petite milice de Tucson, composée d'environ vingt-cinq hommes. En plus de ces forces, environ 100 cavaliers supplémentaires en soutien militaire en provenance du Sud ne sont jamais arrivés. La montée officielle des couleurs a lieu le 1er mars 1862, après que le colonel Reily et son escorte sont allés au sud de Sonora, au Mexique pour une mission diplomatique. Au début de mai, la garnison de Tucson combat deux batailles contre les apaches pendant des opérations de fourrageage dans les Dragoon Mountains. Le premier engagement est une défaite pour les rebelles et le deuxième est une victoire. Après l'escarmouche à Stanwix Station, la bataille de Picacho Peak, et la capture d'une escouade de l'Union dans les villages Pima (en), le colonel James Henry Carleton et son armée de plus de 2 000 californiens occupent le Fort Breckinridge abandonné au nord-est de Tucson. Le 14 mai 1862, les californiens commencent leur marche vers Tucson à partir du fort. Le même jour, Sherrod Hunter ordonne l'évacuation de Tucson. Il laisse dix de ses hommes derrière, sous le commandement du lieutenant James H. Tevis. Leurs ordres sont d'observer l'approche de l'Union.

## Capture
Le 20 mai 1862, le capitaine Emil Fritz avec sa compagnie B du 1st Californian Volunteer Cavalry entre à Tucson, ne s'approchant pas par l'ouest comme les confédérés l'ont prévu, mais à partir du nord et de l'est via la Cañada del Oro. Le capitaine Fritz avec une partie de sa compagnie entre du côté est de la ville, tandis que le lieutenant Juan F. Guirado avec le reste de la compagnie entre par le nord. Le lieutenant Tevis, qui observe l'approche occidentale, est complètement surpris par l'apparition soudaine du lieutenant Guirado venant de la Cañada del Oro, et évite de justesse la capture par les forces de l'Union. Le lieutenant Tevis bat en retraite vers le sud puis vers l'est le long de la vieille route de l'Overland Mail en direction de Mesilla. Les volontaires de Californie sécurisent Tucson, sans tirer un seul coup de feu et replacent le drapeau des États-Unis sur la ville après l'occupation confédérée qui a duré seulement 80 jours.

## Conséquences
Lorsque le capitaine Hunter arrive à Mesilla, le 27 mai 1862, sa compagnie, avec les rangers de l'Arizona et les gardes de l'Arizona, est intégrée au bataillon de cavalerie de l'Arizona du lieutenant colonel Philemon Herbert (en). Les hommes de l'Arizona cessent d'être des miliciens et deviennent officiellement des soldats confédérés, sous les ordres du général Henry Sibley. Après la bataille de la Glorieta Pass , et la retraite de l'armée du général Sibley, le bataillon de cavalerie de l'Arizona reçoit l'ordre de rester sur place pour tenir Mesilla et la vallée environnante. Les hommes sous les ordres de Sherod Hunter combattent contre la milice du Nouveau-Mexique près de Mesilla le 1er juin 1862. L'escarmouche se termine sans perte répertoriée de chaque côté et les rapports indiquent une victoire unioniste en raison de la perte de chevaux confédérés et de matériel lors de la bataille, les rebelles retraitent de Mesilla quelques jours plus tard.
Lorsque la cavalerie de l'Arizona se retire dans le Texas, ils sont parmi des derniers soldats confédérés à quitter l'Arizona confédéré. Si les confédérés, en raison du manque d'hommes, échouent à tenir l'Arizona, les hommes de l'Arizona atteignent leur objectif principal : la création d'un territoire distinct de celui du territoire du Nouveau-Mexique. Comme mentionné précédemment, les États-Unis établissent le territoire de l'Arizona avec Tucson, en tant que capitale en 1863, à l'aide d'une frontière nord-sud. Les villes de Mesilla, Pinos Altos et les autres ne sont pas incluses dans le nouveau territoire de l'Arizona, au lieu de cela, elles continuent de faire partie du territoire du Nouveau-Mexique et sont maintenant dans l'État du Nouveau-Mexique. L'occupation confédérée de l'Arizona pousse à un retour des forces de l'Union dans la région, afin de réaffirmer son contrôle par le gouvernement fédéral, fournissant ainsi à l'Arizona le soutien militaire nécessaire pour la protection contre les apaches. En effet, les volontaires de Californie restent pour garder l'Arizona jusqu'à ce qu'ils soient relever par l'armée régulière des États-Unis au printemps 1866, en faisant d'eux les dernières forces des volontaires à être démobiliser du service fédéral lors de la guerre de Sécession.